# ローカルアイドル
ローカルアイドルとは、地元を本拠地として活動するアイドルのことである。「ご当地アイドル」「地方アイドル」「ロコドル」などとも呼ばれる。

## 概要
ローカルアイドルは、特定地域に拠点を置き、その地域に根ざした活動を行うアイドルやアイドルグループの総称をいう。全国各地のまちおこしは特産品が主流であったが、それがメディア文化に変わり、一つの方策としてアイドル路線が浮上した。2000年代半ば頃からブームとなり、日本全国で誕生した。運営主体は芸能事務所のほか、芸能に関連しない民間企業、商工会議所青年部などの公共的団体や公共団体、NPOやボランティアの団体などの場合がある。
その結成・活動の目的は主に「地域の活性化」が挙げられる。地域を活性化させ、多くの人をその地域に呼び、魅力を訴えることがローカルアイドルの基本である。地域を拠点に活動していくため、地元のイベントなどに積極的に出演し、地域色を押し出すことでメジャーアイドルに対抗する。中央のアイドルにはないフットワークの軽さで、地域と密な関係を構築し、全国へと人気を拡大していくというのがローカルアイドルのスタイルである。
地方を拠点にしているため、ファンが拡大していくには限界があるが、実際には拠点都市の規模を超えた人気を得ているグループは多い。その背景には動画共有サイトやX（旧・Twitter）、Facebook、Instagram、およびアメーバブログなどによる情報配信がある。中には全国区レベルの認知度を誇るグループも存在する。グループのメンバーが、大手事務所に移籍して活躍するというパターンも多くなっている。
日本ご当地アイドル活性協会が2024年2月1日に発表した数によると東京都を除く男女のアイドルは2,913組。2024年3月6日放送のテレビ朝日「くりぃむクイズ ミラクル9」のクイズ問題に出題された。
日本ご当地アイドル活性協会の金子正男代表によると「イベント集客に欠かせないコンテンツBIG4」として、①ご当地アイドル ②B-1グランプリ ③ご当地ヒーロー ④ゆるキャラ を定義している。

## 名称
| 名称               | 別称・略称                 | 備考                                                                     |
| ------------------ | -------------------------- | ------------------------------------------------------------------------ |
| ローカルアイドル   | ロコドル                   |                                                                          |
| 地域限定アイドル   | 地域ドル・地方限定アイドル |                                                                          |
| 地域密着型アイドル | 地域密着アイドル           |                                                                          |
| 地方アイドル       | 地方発アイドル             |                                                                          |
| ご当地アイドル     |                            |                                                                          |
| 地元アイドル       | ジモドル                   | 2013年4月より放送されたNHK連続テレビ小説『あまちゃん』で使用された呼称。 |
| エリア・アイドル   |                            | ホリプロ主催の「U.M.U AWARD」で使用していた呼称。                        |
| まちのアイドル     | まちドル                   | さくらHR（愛知県岡崎市）が提唱した呼称。                                 |

## 定義
ご当地アイドル（ソロやグループ内ユニットも含む）の条件は主に3つ。
1. その地域に住んで活動していること[17]
2. オリジナル曲を持っていること[17]
3. 地域を活性化しようとしていること[17]

※3つはあくまでも基本で例外一部含む

## 傾向と数の推移
ローカルアイドルの主な収入源は、ライブのチケット代、CDの売り上げ、イベント出演料などである。中には、ギャラ無しで活動するグループもある。
ジャーナリストの竹内一晴によるとファン層は概ね男性が9割を占め、30-40歳代といった団塊ジュニア世代付近が8割をしめる。一方で20歳代未満は少ないとされる。
経済学者の田中秀臣は、物語消費の世界ではアイドルの成長していく姿がファンの喜びであり、これは日本人男性の伝統的な傾向で、紫式部の『源氏物語』にもその典型が見られ、『源氏物語』では主人公の中年男性が若い少女を理想の女性に育てていく喜びが記述されているとしている。田中は、日本のアイドルはもともとヨーロッパのアイドルの模倣で始まったものであり、独自に進化してきたものであるとしている。田中は、ヨーロッパにも未成熟な少女たちの「成長物語」を楽しむ風土があり、その点が日本と共通しているとしている。ちなみに原宿系アイドル、「kawaii」ファッションのファンの中心は十代の若い女性であり、「成長物語」はないとしている。
ライターの村山義典は、東京のアイドル業界はCDの売り上げやライブの動員数などの数字を目標にしていたため、次第にファンは疲弊してきた。ローカルアイドルは地域振興という軸があるので、数字競争ではなく挑戦的な独自路線を進めると述べている。
| 年月日         | 組数    | 備考 |
| -------------- | ------- | --- |
| 2012年7月1日   | 282組   | 2011年3月11日東北震災から1年、地方から日本を盛り上げようという動きが活発                                            |
| 2013年1月1日   | 302組   | 「LinQ」（福岡）、「Dorothy Little Happy」（宮城）、「ひめキュンフルーツ缶」（愛媛）が台頭                          |
| 2013年7月1日   | 348組   | 「LinQ」（福岡）メジャー移籍第一弾シングル「チャイムが終われば」がオリコン3位に                                     |
| 2014年1月1日   | 431組   | NHK 朝の連続テレビ小説・「あまちゃん」（2013/4/1～9/28放送）で地方アイドルに市民権が与えられる                      |
| 2014年7月1日   | 450組   | 1000年に1人の美少女・橋本環奈が大ブレイク。an・an1月号表紙から加熱。少女時代ブーム到来                              |
| 2015年1月1日   | 456組   | 東京拠点のアイドルは500組。「フランスJAPAN EXPO」「JAPAN FESTIVAL in INDONESIA」など初の地方アイドル出場が目立つ    |
| 2015年7月1日   | 562組   | 東京五輪2020に向けて世間で具体的な事項が動き出していく                                                              |
| 2015年10月12日 | 616組   | |
| 2016年1月1日   | 678組   | 世の中に「地方創生」ブームが浸透                                                                                    |
| 2016年7月1日   | 768組   | テレビ局主導の間口が大きい参加型イベントが台頭。PR活動のため新ユニットが増える                                      |
| 2017年1月1日   | 837組   | リオデジャネイロ五輪開幕で2020年が近く感じる。乃木坂46ブーム到来                                                    |
| 2017年1月1日   | 978組   | 欅坂46ブーム到来。BLACK PINK、TWICEなど第2次K-POP人気到来                                                           |
| 2018年1月1日   | 1,119組 | ラストアイドル到来、新たなアイドルシーンの予感                                                                      |
| 2018年7月1日   | 1,252組 | 平成の元号の終了が決定                                                                                              |
| 2019年1月1日   | 1,452組 | 2025年に大阪万博開催が決定                                                                                          |
| 2019年7月1日   | 1,661組 | 平成が終わり令和に。新天皇、新札発表と世の中に変化を求める環境                                                      |
| 2020年1月1日   | 1,962組 | 東京五輪まであと1年を切る。W杯ラグビー開催                                                                          |
| 2020年7月1日   | 1,997組 | 東京五輪が1年延期。世界各地で新型コロナウイルス感染症拡大。緊急事態宣言発令                                         |
| 2021年1月1日   | 2,088組 | 映画「鬼滅の刃」大ヒット。菅首相誕生、新内閣発足                                                                    |
| 2021年7月1日   | 2,132組 | 2度目の緊急時代宣言。ワクチン接種開始                                                                               |
| 2022年1月1日   | 2,150組 | 岸田内閣発足。東京オリパラ無観客開催                                                                                |
| 2022年7月1日   | 2,179組 | コロナ緩和で外国人観光客受け入れ2年ぶり再開                                                                         |
| 2022年12月23日 | 2,249組 | |
| 2023年1月1日   | 2,286組 | 声だしライブ解禁、イベント＆フェス復活の兆し                                                                        |
| 2023年7月1日   | 2,380組 | コロナ緩和で外国人観光客受け入れ2年ぶり再開                                                                         |
| 2024年1月1日   | 2,428組 | 原油・物価上昇。円安でインバウンド外国人観光客がコロナ前の人数を超える                                              |
| 2024年4月13日  | 2,465組 | コロナ禍が過ぎて道中でマスクを外す。景気が回復。「クロフェス」で初の47都道府県代表ご当地アイドルが集結。            |
| 2024年7月1日   | 2,501組 | 円安、外個人観光客ラッシュで全国各地で飲食系のイベント開催や町興し企画が増加。                                      |
| 2025年1月1日   | 2,607組 | 大阪・関西万博開催。約800万人いる団塊世代が後期高齢者（75歳）となり、国民の4人に1人が後期高齢者の超高齢化社会に突入 |

### ご当地アイドル殿堂入り
2012年に設立された日本ご当地アイドル活性協会では、結成10年もしくはオリコンウィークリー1万枚セールスの基準を満たしたご当地アイドルを「ご当地アイドル殿堂入り」として表彰している。殿堂入りしたご当地アイドルは、2023年4月29日時点で101組になる。

### ご当地アイドル神８（ご当地アイドル四天王）
日本ご当地アイドル活性協会では、2023年から毎年1回、『ご当地アイドル』殿堂入りの中で活動実績が豊富・メジャーどころに引けを取らない人気・知名度を有する4団体を認定し、全国各団体の目標となることを願い発表している。
2025年から新たに『準ご当地アイドル四天王』を設立。2つの四天王8アイドルを合わせて『ご当地アイドル神8』と呼称することとなった。

### ご当地アイドルセレクト10
日本ご当地アイドル活性協会では、上半期（6月末）、下半期（12月末）に分けて、今後活躍が期待される『ご当地アイドル』10組を独自の基準で選出している。メンバーの入れ替えなどの理由で、後述する「りんご娘」のように既に殿堂入りしたグループが選ばれることがある。

### ご当地アイドル肩書きランキング
日本ご当地アイドル活性協会では、肩書き数を発表している。「観光大使」「親善大使」「広報大使」「ふるさと大使」「イメージガール」「1日警察署長」「1日店長」など肩書きは様々である。2020年12月21日現在、2,088組のご当地アイドルのうち145組のご当地アイドルが445の肩書きを所有する（東京都を除く）。当時の第1位は肩書き数48個の神奈川県川崎市ご当地アイドル「川崎純情小町☆」、第2位は肩書き数33個の愛知県大須商店街ご当地アイドル「OS☆U」であった。

## 経済との関係
田中秀臣は、若者の地方回帰による地方アイドルの出現は「デフレカルチャーの構造化」を背景にしたものだとしている。

### 市場規模
田中秀臣は、人口規模とそれが創出する市場という視点で見れば、30万人では足りない印象であり、福岡や仙台など100万人クラスの都市にならないと、ローカルアイドルが十分な活動をその地域の需要だけで行うのは難しい状況であるとしている。
ローカルアイドルの場合、活動の基盤となるファン数が少ないため、一人ひとりのファンの需要動向に市場全体が大きく左右されることになり、ファンの少数が離れるだけで市場全体がなくなる危険性を孕んでいる。
アイドル1人に集中投資するのではなく、多人数に分散投資して事業リスクを下げている。
田中秀臣は、アイドル同士の攻防は必ずしもゼロサムゲームではなく、ファン層によって棲み分けたり、相乗効果で市場を大きく拡大していったりすることもありえるとしている。

### 逆ストロー効果
田中秀臣は、地域経済学では、地方の中核都市が新幹線・高速道路で東京・大阪など大都市と結ばれると、便利になるのと裏腹に人が首都圏に移動してしまうというマイナスの経済効果が生まれることが知られているが（ストロー効果）、アイドル市場においては、首都圏からファンを吸い寄せる「逆ストロー効果」という逆の現象が起きる可能性があるとしているが、一方でご当地アイドルは、それほどの雇用を生み出せないし、日本全体で考えたらゼロサムでしかないとしている。
社会学者の仲川秀樹は、地方発というのことは、中央に目を向ける地元民に認知される機会が少なく、マイナーという見地から批判の対象にされやすいが、逆にポピュラーカルチャーの動きが加速されているのも事実であるとしている。仲川は、中央の人々が周辺としての地方に目を向け、そのアイドルを選択することも多いとして、中央から地方を目指している人も増えているとしている。

## 各地域のグループ
- 地方区分は八地方区分による。

## 関連作品
ローカルアイドルを描いた作品には以下のものがある。
| メディア                | 作品名                                                    | ユニット・ キャラクター名 | 活動拠点としている地域         | 公開年 |
| ----------------------- | --------------------------------------------------------- | ------------------------- | ------------------------------ | ------ |
| 漫画                    | 幕張サボテンキャンパス                                    | ピーナッツ娘。            | 千葉県千葉市                   | 1996年 |
| 漫画 テレビアニメ       | かんなぎ                                                  | ざんげちゃん              | 宮城県                         | 2006年 |
| 漫画                    | つぶらら                                                  | つぶらら                  | （架空）富士岡県静浜市         | 2006年 |
| テレビドラマ            | スキップ！〜商店街が生んだアイドル〜                      | SKIP                      | 山形県                         | 2009年 |
| 漫画 テレビアニメ       | 普通の女子校生が【ろこどる】やってみた。                  | 流川ガールズ              | （架空）流川市（千葉県流山市） | 2011年 |
| 漫画 テレビアニメ       | 普通の女子校生が【ろこどる】やってみた。                  | グラスキュート            | （架空）信能町                 | 2011年 |
| 漫画 テレビアニメ       | 普通の女子校生が【ろこどる】やってみた。                  | AWA2GiRLS                 | （架空）徳波市                 | 2011年 |
| 漫画                    | 村ドル                                                    | 芦原あおい                | （架空）北賀茂郡玉川村         | 2012年 |
| 漫画                    | 村ドル                                                    | 杉山紅子                  | （架空）汐田村                 | 2012年 |
| テレビドラマ            | あまちゃん                                                | 潮騒のメモリーズ          | （架空）岩手県北三陸市         | 2013年 |
| テレビドラマ            | あまちゃん                                                | 仙台牛たんガールズ        | 宮城県仙台市                   | 2013年 |
| ウェブコミック          | 地元がステージ! 〜ご当地アイドル♪アンアイリスの活動日誌〜 | アンアイリス              | 三重県鈴鹿市                   | 2013年 |
| 映画                    | あすなろ参上！                                            | あすなろA                 | 愛媛県松山市                   | 2013年 |
| 漫画                    | ミリオンドール                                            | イトリオ                  | 福岡県糸島市                   | 2013年 |
| テレビアニメ アニメ映画 | Wake Up, Girls!                                           | Wake Up, Girls!           | 宮城県仙台市                   | 2014年 |
| テレビアニメ アニメ映画 | Wake Up, Girls!                                           | 男鹿なまはげーず          | 秋田県                         | 2014年 |
| テレビアニメ            | フランチェスカ                                            | フランチェスカ            | 北海道                         | 2014年 |
| ウェブコミック          | まろに☆えーる                                             | まろに☆えーる             | 栃木県                         | 2014年 |
| 漫画                    | ツブ★ドル                                                 | ツブ★ドル                 | 神奈川県相模原市               | 2014年 |
| 小説                    | 農業ラヴストーリー                                        | あいたいガールズ          | 愛媛県松山市                   | 2015年 |
| 漫画 テレビアニメ 映画  | 推しが武道館いってくれたら死ぬ                            | ChamJam                   | 岡山県岡山市                   | 2015年 |
| 漫画 テレビアニメ 映画  | 推しが武道館いってくれたら死ぬ                            | ステライツ                | 香川県                         | 2015年 |
| 漫画 テレビアニメ 映画  | 推しが武道館いってくれたら死ぬ                            | めいぷる♡どーる           | 広島県                         | 2015年 |
| 映画                    | みんな好いとうと♪                                         | LinQ                      | 福岡県                         | 2016年 |
| アダルトゲーム          | なないろ*クリップ ～最後のステージ～                      | なないろ*クリップ         | （架空）東京都星見ヶ島         | 2016年 |
| テレビアニメ            | ゾンビランドサガ                                          | フランシュシュ            | 佐賀県                         | 2018年 |